# Republika Dubrownicka (1991)
Republika Dubrownicka (serb. Dubrovačka Republika; Дубровачка република) –  nieuznane przez społeczność międzynarodową serbskie parapaństwo istniejące podczas oblężenia Dubrownika w latach 1991–1992.
Międzynarodowy Trybunał Karny dla byłej Jugosławii (MTKJ) podczas sądzenia byłego prezydenta Serbii Slobodana Miloševicia wymienił republikę jako jedno z terytoriów Chorwacji, które po wojnie miały wejść w skład "Wielkiej Serbii".

## Historia
25 czerwca 1991, w następstwie zbojkotowanego przez chorwackich Serbów referendum, Republika Chorwacji ogłosiła niepodległość od Jugosławii. Decyzja ta sprowokowała zamieszki, wywołane przez zamieszkujących nowopowstałe państwo Serbów, które dość szybko przerodziły się w konflikt zbrojny. 1 listopada tego samego roku JNA rozpoczęła ofensywę mającą na celu zdobycie Dubrownika. 15 listopada siły jugosłowiańskie zdobyły miejscowość Cavtat.
24 listopada w hotelu "Croatia" w Cavtacie zebrał się Inicjatywny Komitet Ruchu na Rzecz Demokratyzacji i Autonomii Dubrownika, który w dziesięciopunktowym manifeście ogłosił niepodległość Republiki Dubrownickiej w granicach dawnej Republiki Raguzy. Państwo miało stać się strefą wolnego handlu i wchodzić w skład "nowej Jugosławii". Na czele republiki stanął samozwańczy rząd, na czele z knezem Aleksandarem Apolonio. Formalnie Republika Dubrownicka nie została uznana przez żadne państwo, również przez samą Jugosławię. W praktyce jej istnienie było oparte jednak na obecności wojskowej JNA na terytorium Chorwacji, samo państwo miało aktywne poparcie ze strony serbskich polityków, takich jak lider Serbskiej Partii Radykalnej (SRS) Vojislav Šešelj czy prezydent Slobodan Milošević.
Istnienie republiki zostało zakończone w maju 1992 wraz z wycofaniem się sił jugosłowiańskich oraz władz samozwańczego państwa spod Dubrownika i powrotem jej obszaru pod zarząd Republiki Chorwacji.